# Cistóforo

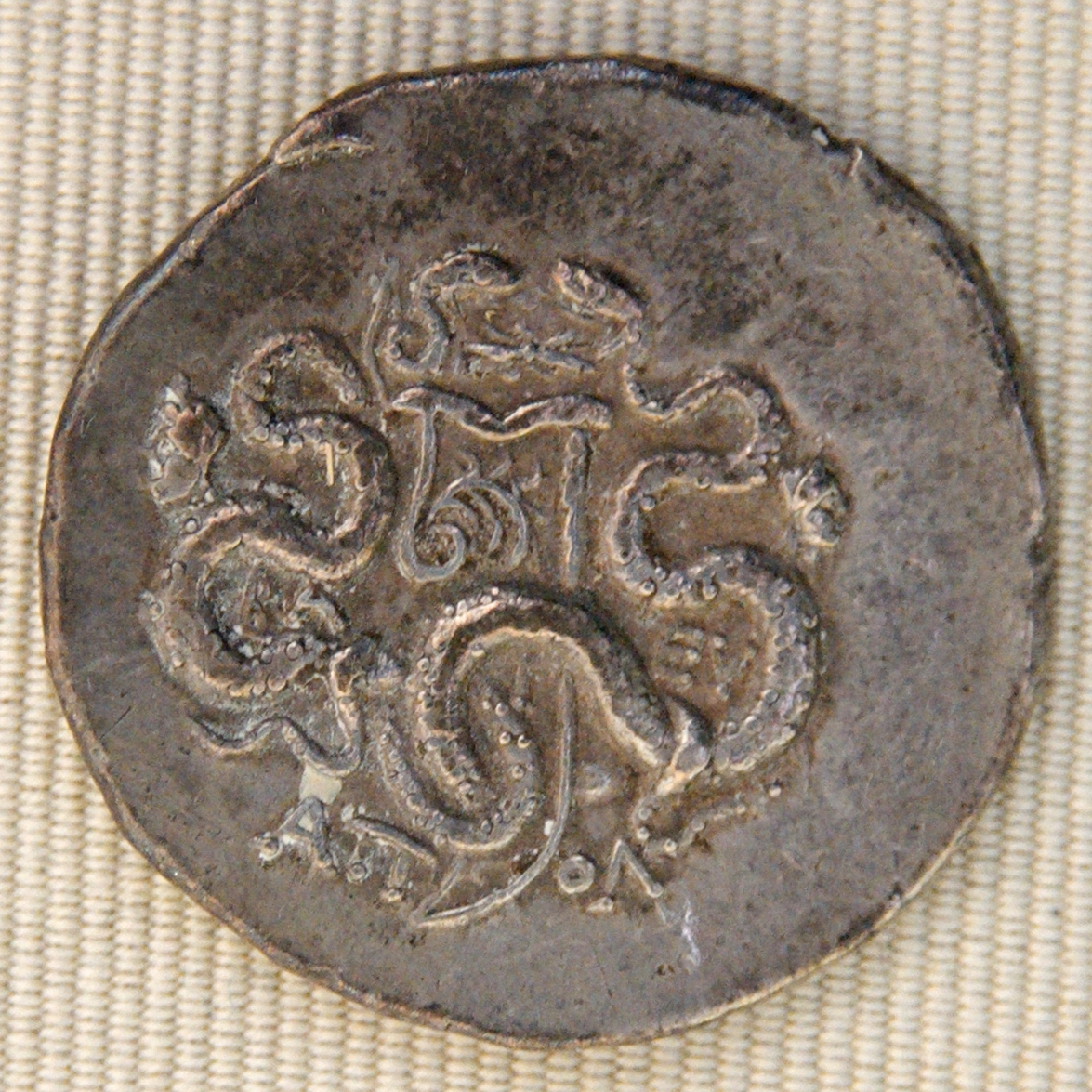
Cistóforo acuñado en Apolonia bajo el reinado de Aristónico (133–130 a. C.), Cabinet des Médailles.

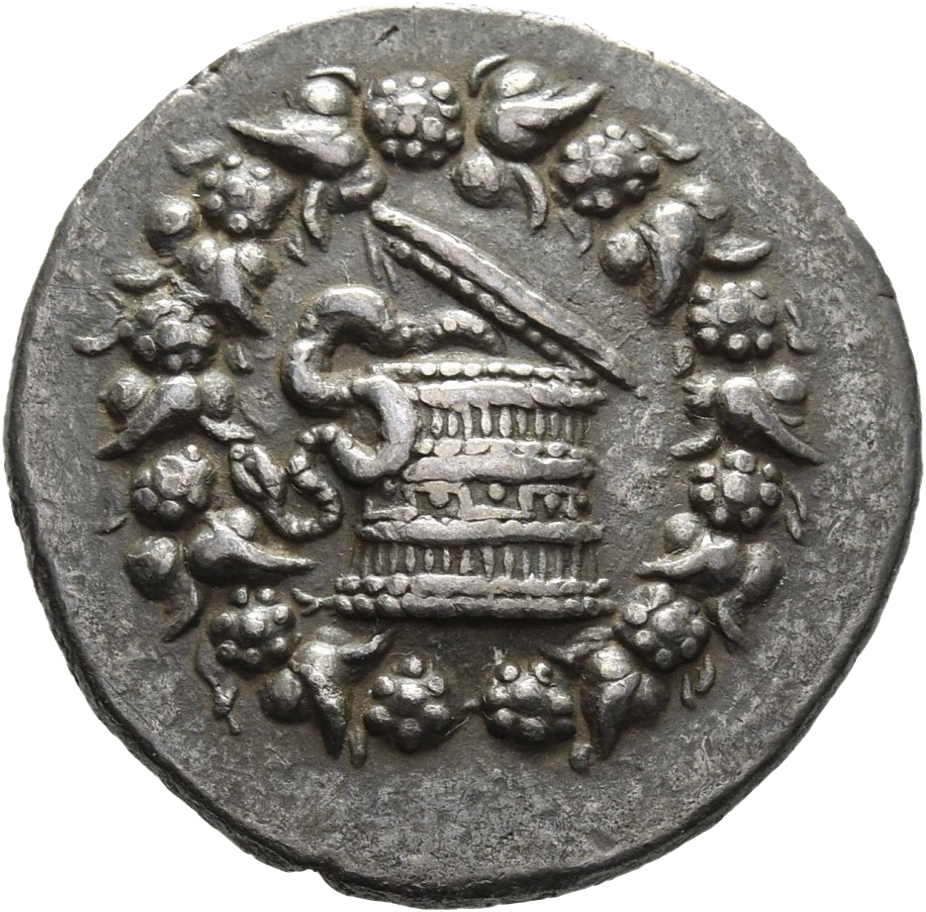
Cistóforo de Pérgamo, c. 135-128 a. C. con la imagen de una cista mística entreabierta con serpiente y una corona de hiedra. Gabinete de monedas de Berlín.

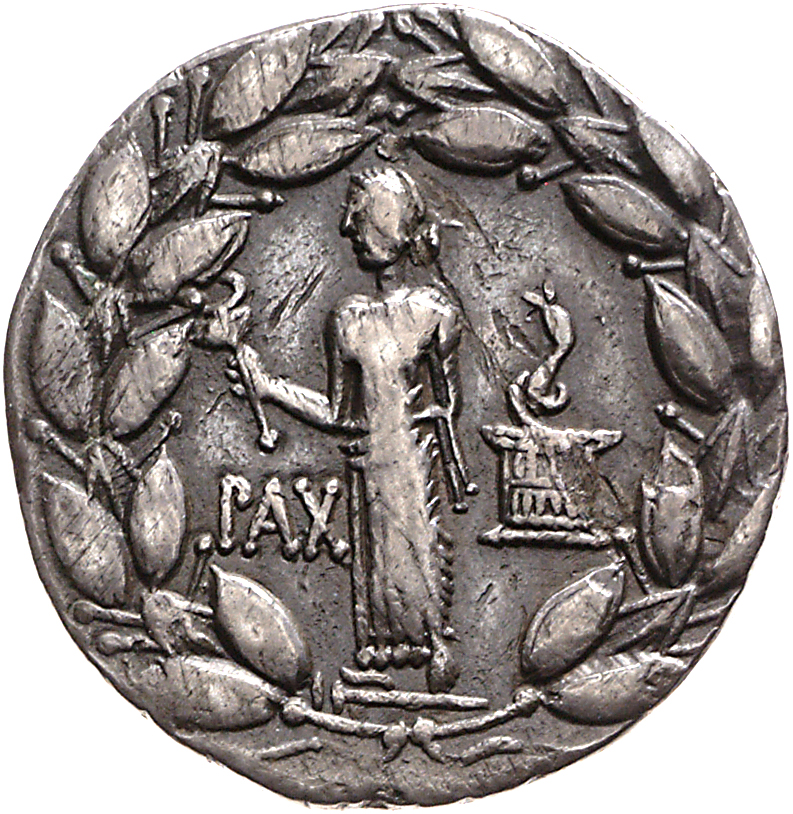
Cistóforo de Octavio, Éfeso, 28 a. C., 11,21 g, 26 mm. Rev: PAX. Pax de pie sosteniendo un caduceo, una cista mística con una serpiente y todo rodeado de una corona de laurel.

El cistóforo (del griego κιστοφόρος) es una antigua moneda de plata del Reino de Pérgamo, ampliamente extendida y en circulación en Asia Menor en el momento de la conquista romana.
Su valor exacto es desconocido, pues la única información de que se dispone sobre la moneda son dos pasajes contradictorios de Rufo Festo, y cuya veracidad es incierta.
Respecto a los ejemplares existentes, es dudoso que se trate de cistóforos simples o dobles. Böckh supone que se trataban originalmente de didracmas según el estándar egineta, otros los consideran tetradracmas. Hussey (pp74, 75) determina, a partir de monedas existentes que supone cistóforos, que su valor era aproximadamente el de 4/5 de la dracma ática tardía, o del denario republicano romano. 

## Diseño y temas
La acuñación cistofórica no representa a los reyes en sus monedas. Es posible que esta falta de iconografía real sea el resultado de la ideología real atálida. La acuñación real se mimetiza como una acuñación federal. Sus reyes no pudieron representarse como una autoridad carismática y militarista como los demás gobernantes helenísticos, ya que el reino, durante el reinado de Eumenes II, recibió gran parte de su poder prácticamente como un regalo romano. Se presentaba a sí mismo como un benefactor de los griegos que vivían en Asia Menor.
Los tipos reflejan las pretensiones de los reyes atálidas de descender de Dioniso y Heracles. La cista mystica del anverso representa a Dioniso, mientras que la funda de arco del reverso representa a Heracles, cuyo hijo, Télefo, fue el fundador mitológico de Pérgamo.
Han llegado escasos ejemplares a la actualidad. La imagen típica es, en el anverso, la cista, de ahí su nombre, de Dioniso, medio abierto, con una serpiente reptando hacia el exterior; y en el reverso, el carro de Démeter, tirado por serpientes. Fue suprimido en algún momento cercano a la batalla de Actium.
Clemente de Alejandría escribió sobre una cista que se exhibió como conteniendo el falo de Dioniso. La cista mencionada en los misterios de Isis también puede haber sostenido una serpiente, representando el falo perdido de Osiris.